# SC Damash
SC Damash is een Iraanse omnisportclub uit Rasht in de provincie Gilan waarvan de voetbalafdeling het bekendst is. Ook de volleybalafdeling Damash Gilan VC speelt op het hoogste niveau.
De voetbalclub ontstond toen in oktober 2008 de licentie in de Iran Pro League gekocht werd van het noodlijdende Pegah Gilan FC. Die club was in 2002 ontstaan toen de licentie van Esteghlal Rasht FC, opgericht in 1983, overgenomen werd.
SC Damash degradeerde in het eerste seizoen 2008/09 direct en na een tweede plaats in 2010 werd de club in 2011 kampioen in de Azadegan League en kwam weer op het hoogste niveau. In 2012 werd de club zevende en in 2013 elfde in de competitie. In het seizoen 2012/13 werd de halve finale van de Iraanse beker bereikt.

## Bekende (oud-)spelers
- Adriano Alves
- Afshin Chavoshi
- Sirous Dinmohammadi
- Alireza Jahanbakhsh
- Mohammadreza Mahdavi
- Pejman Nouri
- Hadi Tabatabaei
- Iosif Tâlvan
- Dariush Yazdani
- Javad Zarincheh